# Lygodactylus lawrencei
Espèce
Lygodactylus lawrencei est une espèce de geckos de la famille des Gekkonidae.

## Répartition
Cette espèce se rencontre dans le nord de la Namibie et dans le Sud d'Angola.

## Étymologie
Cette espèce est nommée en l'honneur de Reginald Frederick Lawrence.

## Publication originale
- Hewitt, 1926 : Some new or little-known reptiles and batrachians from South Africa. Annals of the South African Museum, vol. 20, p. 473-490 (texte intégral).